# Bután en los Juegos Olímpicos de Atlanta 1996
Bután estuvo representado en los Juegos Olímpicos de Atlanta 1996 por dos deportistas, un hombre y una mujer, que compitieron en tiro con arco.
El portador de la bandera en la ceremonia de apertura fue el tirador con arco Jubzang Jubzang. El equipo olímpico butanés no obtuvo ninguna medalla en estos Juegos.